# Ewing (New Jersey)
Ewing – miejscowość (township) w hrabstwie Mercer, w zachodniej części stanu New Jersey, w Stanach Zjednoczonych, położone na wschodnim brzegu rzeki Delaware, w aglomeracji Trenton. W 2010 roku miejscowość liczyła 35 790 mieszkańców.
Pierwsi europejscy osadnicy przybyli tutaj w 1699 roku. W 1834 roku miało miejsce oficjalne założenie Ewing, nazwanego na cześć sędziego Charlesa Ewinga.
W Ewing swoją siedzibę ma przedsiębiorstwo Church & Dwight oraz uczelnia The College of New Jersey. Znajduje się tutaj port lotniczy Trenton–Mercer.